# Frans Gielen

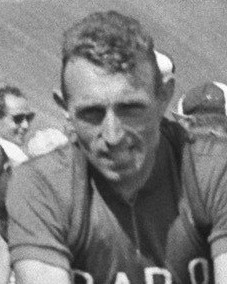
Frans Gielen (1956)

Frans Gielen (* Wijchmaal, 21 de octubre de 1921 – † Helchteren, 14 de junio de 2004). Fue un ciclista belga, profesional entre 1948 y 1957, cuyo mayor éxito deportivo lo obtuvo en la Vuelta a España al lograr 1 victoria de etapa en la edición de 1948 lo que le supuso comandar la clasificación general durante un día.

## Palmarés
| 1948 - 1 etapa en la Vuelta a España 1950 - Criterium de Gante 1953 - Brasschaat - Exuden Limburg | 1954 - 1 etapa en la Vuelta a Bélgica 1956 - Roubaix-Huy |